# Xylanthemum
 Xylanthemum  Nikolai Nikolaievich Tzvelev, 1961 è un genere di piante angiosperme dicotiledoni della famiglia delle Asteraceae, sottofamiglia Asteroideae, tribù Anthemideae (Eurasian grade) e sottotribù Anthemidinae.

## Etimologia
Il nome del genere deriva dal greco antico e significa "fiore legnoso" ("xylo" = legno e "anthemum" = fiore).
Il nome scientifico del genere è stato definito dal botanico Nikolai Nikolaievich Tzvelev (1925-2015) nella pubblicazione " Flora URSS (Flora Unionis Rerumpublicarum Sovieticarum Socialisticarum)..." (  Fl. URSS 26: 284, 877) del 1961.

## Descrizione
Portamento. Le specie di questo genere sono perenni, con habitus di tipo subarbustivo molto legnose alla base. L'indumento può essere assente o formato da peli basifissi e/o medifissi.
Fusto. La parte aerea in genere è eretta, biforcuta e ramosa (i rami sono vergati - tipo canne). 
Foglie. Le foglie lungo il fusto sono disposte in modo alterno. La lamina varia da tipo 1-2-pennatopartita a 1-2-pennatosetta. La parte terminale dei rami è priva di foglie.
Infiorescenza. Le sinflorescenze comprendono soprattutto capolini solitari (se le formazioni sono corimbose allora sono lasse). Le infiorescenze vere e proprie sono composte da un capolino terminale di tipo omogamo discoide. La struttura dei capolini è quella tipica delle Asteraceae: un lungo peduncolo sorregge un involucro, con forme da cilindriche a coniche, composto da diverse brattee, al cui interno un ricettacolo fa da base ai fiori di due tipi: fiori del raggio (qui assenti) e fiori del disco. Le brattee, a consistenza erbacea (oscuramente scariose sui margini), sono disposte in modo più o meno embricato su più serie (da 4 a 5); la serie più esterna è la più piccola. Il ricettacolo, piatto, è sprovvisto di pagliette avvolgenti la base dei fiori.
Fiori.  I fiori sono tetra-ciclici (formati cioè da 4 verticilli: calice – corolla – androceo – gineceo) e pentameri (calice e corolla formati da 5 elementi). Si distinguono in:
- fiori del raggio (esterni): sono assenti;
- fiori del disco (centrali): sono più numerosi con forme brevemente tubulose (attinomorfe); sono ermafroditi e fertili.

- Formula fiorale:

*/x K {\displaystyle \infty }, [C (5), A (5)], G 2 (infero), achenio
- Calice: i sepali del calice sono ridotti ad una coroncina di squame.

- Corolla:

- fiori del raggio: (solo fiori del disco) la forma è tubulare bruscamente divaricata in 5 lobi; i lobi, patenti o eretti, hanno una forma deltata/ovata; talvolta sono pubescenti; il colore è giallo.

- Androceo: l'androceo è formato da 5 stami (alternati ai lobi della corolla) sorretti da filamenti generalmente liberi; gli stami sono connati e formano un manicotto circondante lo stilo. Le antere possono essere sia di tipo basifisso che mediofisso e sono prive di appendici basali, all'apice le appendici sono lanceolato-ovoidali. Il tessuto dell'endotecio non è polarizzato. Il polline è sferico con un diametro medio di circa 25 micron;  è tricolporato (con tre aperture sia di tipo a fessura che tipo isodiametrica o poro) ed è echinato (con punte sporgenti).

- Gineceo: l'ovario è infero uniloculare formato da 2 carpelli. Lo stilo (il recettore del polline) è profondamente bifido (con due stigmi divergenti) e con le linee stigmatiche marginali separate o contigue. I due bracci dello stilo hanno una forma troncata e possono essere papillosi o ricoperti da ciuffi di peli.

Frutti.  I frutti sono degli acheni con pappo (a volte il pappo può mancare). La forma degli acheni è più o meno ob-conica a sezione circolare con 5 - 6 distinte coste trasversali. Il pappo di solito è formato da una piccola coppa di squame (auricolate). Il pericarpo, glabro ma con ghiandole sessili, può contenere delle cellule mucillaginifere, mentre le sacche di resina sono generalmente assenti.

## Biologia
Impollinazione: l'impollinazione avviene tramite insetti (impollinazione entomogama tramite farfalle diurne e notturne).

Riproduzione: la fecondazione avviene fondamentalmente tramite l'impollinazione dei fiori (vedi sopra).

Dispersione: i semi (gli acheni) cadendo a terra sono successivamente dispersi soprattutto da insetti tipo formiche (disseminazione mirmecoria). In questo tipo di piante avviene anche un altro tipo di dispersione: zoocoria. Infatti gli uncini delle brattee dell'involucro (se presenti) si agganciano ai peli degli animali di passaggio disperdendo così anche su lunghe distanze i semi della pianta. Inoltre per merito del pappo (se presente) il vento può trasportare i semi anche a distanza di alcuni chilometri (disseminazione anemocora).

## Distribuzione e habitat
Le specie di questo genere sono distribuite in Asia occidentale.

## Sistematica
La famiglia di appartenenza di questa voce (Asteraceae o Compositae, nomen conservandum) probabilmente originaria del Sud America, è la più numerosa del mondo vegetale, comprende oltre 23.000 specie distribuite su 1.535 generi, oppure 22.750 specie e 1.530 generi secondo altre fonti (una delle checklist più aggiornata elenca fino a 1.679 generi). La famiglia attualmente (2021) è divisa in 16 sottofamiglie; la sottofamiglia Asteroideae è una di queste e rappresenta l'evoluzione più recente di tutta la famiglia.

### Filogenesi
Il gruppo di questa voce è descritto nella tribù Anthemideae, una delle 21 tribù della sottofamiglia Asteroideae). In base alle ultime ricerche nella tribù sono stati individuati (provvisoriamente) 4 principali lignaggi (o cladi): "Southern hemisphere grade", "Asian-southern African grade", "Eurasian grade" e "Mediterranean clade". Il genere  Xylanthemum (insieme alla sottotribù Anthemidinae) è incluso nel clade Eurasian grade..
Nella struttura interna della sottotribù si individuano due cladi. Il genere di questa voce fa parte del clade comprendente i generi Archanthemis , Tanacetum e Gonospermum.
I caratteri distintivi del genere sono:
- i capolini in genere sono solitari;
- l'involucro ha delle forme da cilindriche a coniche con 4 - 5 serie di brattee.
- l'apice degli acheni è formato da alcune auricole oppure da scaglie.

Il numero cromosomico delle specie di questo genere è: 2n = 18 (specie poliploidi).
In base all'"orologio molecolare", questo genere ha iniziato a divergere circa 2 milioni di anni fa.
In precedenti trattazioni questo genere era incluso nel "Leucanthemopsis Group" oppure nella sottotribù Handeliinae.

### Elenco delle specie
Questo genere ha 7 specie:
- Xylanthemum fisherae (Aitch. & Hemsl.) Tzvelev
- Xylanthemum gilletii  (Podlech) K.Bremer & Humphries
- Xylanthemum lingulatum  (Boiss.) K.Bremer & Humphries
- Xylanthemum macropodum  (Hemsl. & Lace) K.Bremer & Humphries
- Xylanthemum paghmanense  (Podlech) K.Bremer & Humphries
- Xylanthemum paleaceum  (Podlech) Oberpr. & Vogt
- Xylanthemum pamiricum  (O.Hoffm.) Tzvelev